# Калеб Околі
Калеб Околі (італ. Caleb Okoli, нар. 13 липня 2001, Віченца) — італійський футболіст нігерійського походження, центральний захисник англійського клубу «Лестер Сіті».
Грав у складі молодіжної збірної Італії.

## Клубна кар'єра
Народився 13 липня 2001 року в місті Віченца. Вихованець юнацьких команд «Дуевіль», «Віченци», а з 2016 року —  «Аталанти».
У дорослому футболі дебютував 2020 року виступами на правах оренди за друголіговий СПАЛ, за який відіграв один сезон. Наступний сезон провів також в оренді в Серії B, цього разу у складі «Кремонезе».
Повернувшись з останньої оренди до «Аталанти», на початку сезону 2022/23 дебютував у складі її головної команди в іграх Серії A. Загалом протягом сезону 2022/23 взяв участь у 17 іграх найвищого італійського дивізіону за головну команди рідного клубу.
1 вересня 2023 року знову був відданий в оренду, цього разу до «Фрозіноне».
В липні 2024 року Околі перейшов до англійського «Лестер Сіті», з яким підписав контракт на п'ять років.

## Виступи за збірні
2019 року дебютував у складі юнацької збірної Італії (U-19), загалом на юнацькому рівні взяв участь в 11 іграх.
У 2021–2023 роках залучався до складу молодіжної збірної Італії.

## Статистика виступів

### Статистика клубних виступів
Станом на 28 червня 2023
| Сезон             | Команда           | Чемпіонат         | Чемпіонат | Чемпіонат | Національний кубок | Національний кубок | Національний кубок | Континентальні кубки | Континентальні кубки | Континентальні кубки | Інші змагання | Інші змагання | Інші змагання | Усього | Усього | Усього |
| Сезон             | Команда           | Ліга              | Ігор      | Голів     | Ліга               | Ігор               | Голів              | Ліга                 | Ігор                 | Голів                | Ліга          | Ігор          | Голів         | Ігор   | Голів  |        |
| ----------------- | ----------------- | ----------------- | --------- | --------- | ------------------ | ------------------ | ------------------ | -------------------- | -------------------- | -------------------- | ------------- | ------------- | ------------- | ------ | ------ | ------ |
| 2020–21           | СПАЛ              | B                 | 16        | 1         | КІ                 | 3                  | 0                  | -                    | -                    | -                    | -             | -             | -             | 19     | 1      |        |
| 2021–22           | «Кремонезе»       | B                 | 27        | 0         | КІ                 | 1                  | 0                  | -                    | -                    | -                    | -             | -             | -             | 28     | 0      |        |
| 2022–23           | «Аталанта»        | A                 | 17        | 0         | КІ                 | 0                  | 0                  | -                    | -                    | -                    | -             | -             | -             | 17     | 0      |        |
| Усього за кар'єру | Усього за кар'єру | Усього за кар'єру | 60        | 1         |                    | 4                  | 0                  |                      | -                    | -                    | -             | -             | -             | 64     | 1      |        |